# Katarzyna Toma
Katarzyna Toma (ur. 16 września 1985 w Częstochowie) – polska szachistka i trener szachowy (FIDE Trainer od 2014), arcymistrzyni od 2012 roku. Od 2018 reprezentantka Anglii.

## Kariera szachowa
W roku 2000 zdobyła w Wiśle tytuł mistrzyni Polski juniorek do lat 16, natomiast rok później w finale mistrzostw kraju juniorek do lat 20 w Brzegu Dolnym zdobyła medal brązowy. Również w roku 2001 po raz pierwszy w swojej karierze wystąpiła w finale mistrzostw Polski seniorek, zajmując w Brzegu Dolnym VII miejsce. W kolejnych latach wielokrotnie startowała w finałowych turniejach o mistrzostwo kraju kobiet.
Jako juniorka odniosła również znaczne sukcesy w szachach szybkich (2001 - mistrzyni Europy juniorek w Nowym Sadzie, 2001 - mistrzyni Polski juniorek, 2000 - brązowy medal mistrzostw Polski juniorek) oraz błyskawicznych (2001 - wicemistrzyni Europy juniorek, 2000 i 2001 - dwukrotna mistrzyni Polski juniorek).
W 2004 r. odniosła duży sukces, dzieląc II m. w międzynarodowym turnieju we Frydku-Mistku i wypełniając pierwszą normę na tytuł arcymistrzyni. W 2007 r. w tym samym mieście osiągnęła kolejny sukces, zajmując II m. w turnieju Pobeskydi Hamont Cup i wypełniając drugą normę na ten tytuł. Zdobyła również tytuł wicemistrzyni Polski w szachach szybkich. Na przełomie 2010 i 2011 r. zwyciężyła w klasyfikacji kobiet tradycyjnego turnieju Cracovia w Krakowie, wypełniając trzecią arcymistrzowską normę. W 2011 r. zdobyła w Pórto Cárras tytuł drużynowej wicemistrzyni Europy. W 2014 r. zajęła II m. (za Merabem Gagunaszwilim) w turnieju South African Open w Bloemfontein.
W 2014 r. pełniła funkcję trenera kobiecej reprezentacji Republiki Południowej Afryki podczas szachowej olimpiady w Tromsø.
Najwyższy ranking w dotychczasowej karierze osiągnęła 1 czerwca 2016 r., z wynikiem 2324 punktów zajmowała wówczas 6. miejsce wśród polskich szachistek.